# Bahnhof Michelstadt
Der Bahnhof Michelstadt ist ein Durchgangsbahnhof an der Odenwaldbahn in Michelstadt.

## Aufbau

### Empfangsgebäude
Das Empfangsgebäude ist eine symmetrisch gestaltete Anlage mit einem giebelständigen Mittelteil, der zwei Vollgeschosse aufweist, und zwei eingeschossigen, traufständigen Seitenflügeln. Durch den späteren Anbau einer vorgelagerten Kabine für den Fahrdienstleiter war diese ursprüngliche Bauweise gestört. Mit der Renovierung des Bahnhofs sowie der Modernisierung der Odenwaldbahn 2008 verschwand dies, sodass die ursprüngliche Gestalt des Bahnhofs wiederhergestellt wurde.
Im Empfangsgebäude des Bahnhofs Michelstadt befindet sich ein Wartebereich für Reisende mit digitalen Informationstafeln, eine Mobilitätszentrale mit DB-Reisezentrum und ein Bistro.

### Stellwerke
Der Bahnhof Michelstadt war ursprünglich mit drei mechanischen Stellwerken ausgestattet. Das Fahrdienstleiterstellwerk Mf befand sich in einem Stellwerksvorbau am Empfangsgebäude und war in der Einheitsbauart ausgeführt. Daneben waren die Wärterstellwerke Mn im Nordkopf und Ms im Südkopf des Bahnhofs vorhanden, bei denen es sich um mechanische Stellwerke der Bauart Bruchsal J handelte. Um 1970 wurden die beiden Wärterstellwerke aufgegeben. Das Fahrdienstleiterstellwerk stellte noch bis 2008 die Weichen und Formsignale des Bahnhofs sowie den Bahnübergang der Bundesstraße 47 südlich der Bahnsteige.
Am 2. Oktober 2008 nahm die Deutsche Bahn das Stellwerk Wf außer Betrieb und schloss den Bahnhof bis zum 20. Oktober 2008 an das Elektronische Stellwerk (ESTW) Odenwald an. In Michelstadt entstand für das ESTW ein neues Modulgebäude (ESTW-A), das vom  Bahnhof Groß-Umstadt Wiebelsbach ferngesteuert wird. Der nicht mehr benötigte Stellwerksvorbau wurde noch 2008 abgebrochen. Die Formsignale des Bahnhofs wurden durch Lichtsignale nach dem Ks-Signalsystem ersetzt.

## Verkehrliche Bedeutung
Der Bahnhof Michelstadt liegt einige hundert Meter nordöstlich der Kernstadt Michelstadts. Bis in die 1990er Jahre wurden Gleise des Bahnhofs auch für den Güterverkehr verwendet.
Der Bahnhof weist heute zwei Bahnsteiggleise und ein Abstellgleis auf. Heute halten hier nur noch Personenzüge. Der Bahnhof Michelstadt ist ein Verknüpfungspunkt des Nahverkehrs. Er verbindet die Stadt mit den Zentren des Rhein-Main-Gebiets (Direktverbindungen nach Darmstadt, Hanau und Frankfurt). Ihm kommt daher als Park&Ride-Station eine besondere Rolle im Pendlerverkehr zu.
| Linie | Verlauf | Takt                                                |
| ----- | --- | --------------------------------------------------- |
| RE 80 | Odenwaldbahn: Darmstadt Hbf – Darmstadt Nord – Darmstadt Ost – Ober-Ramstadt – Reinheim (Odenw) – Groß-Umstadt Wiebelsbach – Höchst (Odenw) – Bad König – Michelstadt – Erbach (Odenw) Stand: Fahrplanwechsel Dezember 2021 | 60/120 min (wochentags)                             |
| RB 81 | Odenwaldbahn: Darmstadt Hbf – Darmstadt Nord – Darmstadt Ost – Darmstadt Lichtwiese – Mühltal – Ober-Ramstadt – Reinheim (Odenw) – Otzberg-Lengfeld – Groß-Umstadt Wiebelsbach – Höchst Hetschbach – Höchst (Odenw) – Höchst Mümling-Grumbach – Bad König – Bad König Zell – Michelstadt – Erbach (Odenw) Nord – Erbach (Odenw) – Beerfelden-Hetzbach – Hesseneck-Schöllenbach – Hesseneck-Kailbach – Eberbach Stand: Fahrplanwechsel Juni 2022        | einzelne Züge                                       |
| RB 82 | Odenwaldbahn: Frankfurt (Main) Hbf – Darmstadt Nord – Darmstadt Ost – Darmstadt Lichtwiese – Mühltal – Ober-Ramstadt – Reinheim (Odenw) – Otzberg-Lengfeld – Groß-Umstadt Wiebelsbach – Höchst Hetschbach – Höchst (Odenw) – Höchst Mümling-Grumbach – Bad König – Bad König Zell – Michelstadt – Erbach (Odenw) Nord – Erbach (Odenw) – Beerfelden-Hetzbach – Hesseneck-Schöllenbach – Hesseneck-Kailbach – Eberbach Stand: Fahrplanwechsel Juni 2022 | 60 min (Frankfurt–Erbach) 120 min (Erbach–Eberbach) |
| RE 85 | Odenwaldbahn: Frankfurt (Main) Hbf – Frankfurt (Main) Süd – Offenbach (Main) Hbf / (Frankfurt (Main) Ost – Maintal Ost → Hanau West →) – Hanau Hbf – Hainburg-Hainstadt – Seligenstadt (Hess) – Babenhausen (Hess) – Groß-Umstadt Mitte – Groß-Umstadt Wiebelsbach – Höchst (Odenw) – Bad König – Michelstadt – Erbach (Odenw) Stand: Fahrplanwechsel Juni 2022                                                                                        | 120 min                                             |

Mit dem angegliederten Busbahnhof besteht mit den RMV-Linien 80, 81, 82 und 85 Anschluss zu den Michelstädter Citybuslinien, die Regionalbuslinien 27, ERB-30, 31, 33, 38, 40N, 41, 43, 44, 50 und weiteren Nahverkehrsverbindungen der OREG. Durch die Bedeutung Michelstadts als Schulzentrum des Odenwalds ist hier auch ein wichtiger Umsteigepunkt im Schulverkehr.
Am Bahnhof Michelstadt stehen insgesamt 30 überdachte Fahrradstellplätze zur Verfügung, von denen vier als Fahrradbox ausgeführt sind.